# Somapura Mahavihara

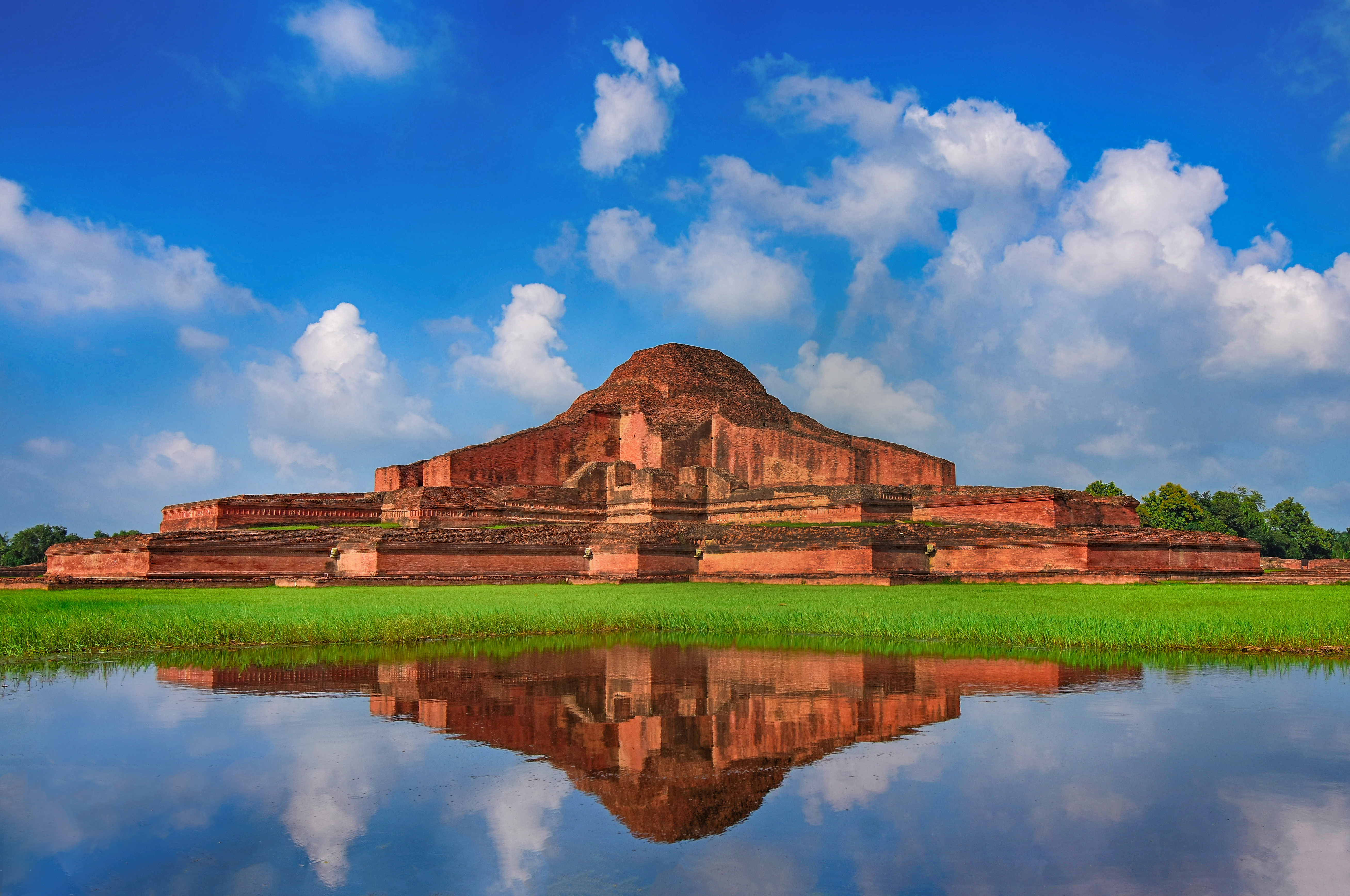
Somapura Mahavihara

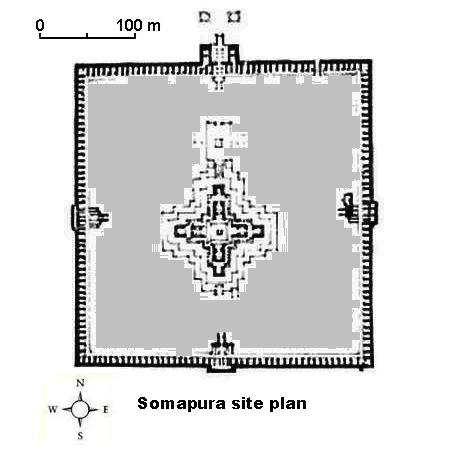
Grundriss

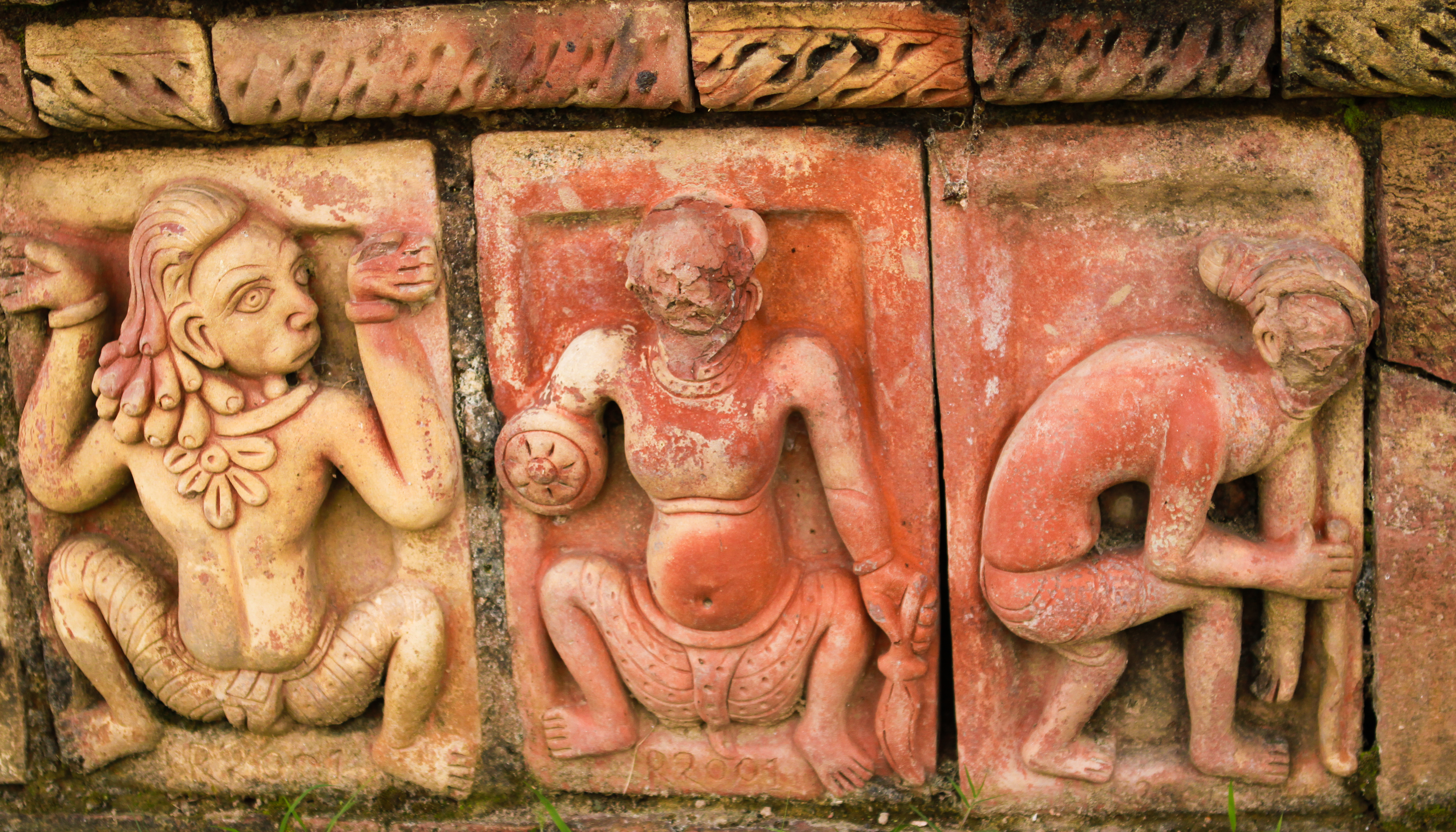
Terracotta-Figuren

Somapura Mahavihara (bengalisch: সোমপুর মহাবিহার Somapur Mahābihār) ist eine bedeutende buddhistische Ruinenstätte in Bangladesch, die seit 1985 zum UNESCO-Weltkulturerbe gehört. Der Ort wurde während der Pala-Dynastie von Mahayana-Buddhisten bewohnt und war damals ein wichtiges Kultur- und Studienzentrum.

## Lage
Die archäologische Stätte liegt beim Dorf Paharpur im Distrikt Naogaon im Nordwesten Bangladeshs in einer Höhe von etwa 20 m.

## Geschichte
Das buddhistische Kloster war das größte des Subkontinents. Es wurde wahrscheinlich unter dem König Dharmapala (reg. um 775–810) aus der Pala-Dynastie erbaut; tibetische Quellen nennen jedoch seinen Nachfolger Devapala (reg. um 810–850) als Erbauer der Anlage. Eine Pfeilerinschrift stammt aus der Zeit König Mahendrapalas (reg. ca. 850–860). Die Anlage wurde möglicherweise bereits im 11. Jahrhundert durch konkurrierende Vangala-Heere zerstört. Die islamische Invasion Bengalens (um 1205) setzte spätestens dem bisherigen religiösen Leben ein Ende.
Die gesamte Anlage war von einer Erd- und Grasschicht bedeckt als britisch-indische Archäologen unter der Leitung des Archaeological Survey of India in den 1920er Jahren mit den Ausgrabungen begannen.

## Architektur
Nur ein Treppenaufgang führte in den quadratischen mauerumgürteten Innenhof mit einer Seitenlänge von ca. 307 m, in dessen Zentrum sich die Ruinen eines Stupa erheben. Die Gesamtkonzeption der zur Gänze aus Backsteinen erbauten Klosteranlage (vihara) ähnelt noch nicht mal in Ansätzen einem indischen Tempel der damaligen Zeit und auch keinem der frühbuddhistischen Klöster Indiens (z. B. Nalanda); vielmehr standen die Erbauer der einem Mandala ähnelnden Anlage wahrscheinlich in wechselseitigem künstlerischen Austausch mit den Baumeistern des ebenfalls buddhistischen Borobodur-Heiligtums auf der Insel Java. An den Innenseiten der Außenmauern des Hofes befanden sich 177 Zellen, die von den Mönchen zum Wohnen und für private Meditationsübungen benutzt wurden.
Der zentrale Stupa besteht aus drei übereinander angeordneten und unterschiedlich hohen Terrassen. Er erreicht heute eine Höhe von ca. 22 m; seine ursprüngliche Höhe wird jedoch auf etwa 30 m geschätzt. In der obersten Terrasse befindet sich ein Schacht, an dessen Boden ursprünglich vermutlich Reliquien deponiert waren.

## Ausgrabungen
Auf dem Gelände wurden – neben einer Vielzahl von Stupas und Schreinen in verschiedenen Größen und Formen – auch Terrakotta-Tafeln, Steinskulpturen, Inschriften, Münzen, Keramik und anderes ausgegraben.

## Bedeutung
Die Bedeutung der Stätte liegt in ihrem Einfluss auf die buddhistische Architektur ganz Südostasiens. Sie war ein wichtiges intellektuelles Zentrum für Buddhisten, Jainas und Hindus. Die Außenmauern mit ornamentalen Terracotta-Tafeln zeigen noch heute den Einfluss dieser drei Religionen.